# Concilio de Elrond
El «Concilio de Elrond» es el segundo capítulo de la obra de fantasía El Señor de los Anillos, de J. R. R. Tolkien, que se publicó en 1954-1955. Es el capítulo más largo del libro, con unas 15 000 palabras, y es fundamental para explicar el poder y la amenaza del Anillo Único, para presentar a los últimos miembros de la Comunidad del Anillo y para definir la búsqueda planeada para destruirlo. En contra de la máxima «Mostrar, no contar», el capítulo consiste principalmente en gente hablando; la acción es, como en un capítulo anterior, «La sombra del pasado», narrada en gran parte por el mago Gandalf, en analepsis. El capítulo es paralelo al capítulo de Beorn, mucho más sencillo, de El hobbit, que presenta de forma similar un choque cultural entre lo moderno (mediado por el hobbit Bilbo) y lo antiguo (el heroico Beorn). El estudioso de Tolkien Tom Shippey califica el capítulo de «tour de force poco apreciado». El sacerdote episcopal Fleming Rutledge escribe que el capítulo hace aflorar la narrativa oculta del cristianismo en El Señor de los Anillos. 
Peter Jackson, en su trilogía cinematográfica de El Señor de los Anillos, acorta la escena del Concilio trasladando la historia del Anillo a un prólogo con voz en off. Los estudiosos han observado que esta decisión transforma la reunión tranquilamente reflexiva en una discusión acalorada, y hace que Aragorn sea el centro de atención, no Frodo; y que, no obstante, retrata el momento en que Frodo decide emprender la misión de una manera vívida y eficaz.

## Contexto

### Historia
El filólogo y profesor de la Universidad de Oxford J. R. R. Tolkien llevaba unos 20 años trabajando en su legendarium, las complejas narraciones que se convirtieron en El Silmarillion, y en 1937 había publicado el bien recibido libro infantil El hobbit. Sus editores, George Allen & Unwin, le pidieron un libro de continuación. El primer capítulo se desarrolla en un estilo desenfadado muy parecido al de El hobbit, con un relato del discurso de Bilbo Bolsón en su fiesta de cumpleaños. Como él mismo declaró, el cuento «creció al contarlo», convirtiéndose en la fantasía épica El Señor de los Anillos, que se publicó en 1954-55.

### En el universo
En La Comunidad del Anillo, Tolkien cuenta cómo Bilbo abandona la Comarca repentinamente, entregando su anillo a Frodo. Diecisiete años después, el mago Gandalf le dice a Frodo que su anillo es el Anillo Único perdido por el Señor Oscuro Sauron hace mucho tiempo, y le aconseja que se lo lleve de la Comarca. Frodo parte a pie con algunos de sus amigos. Son perseguidos por unos misteriosos Jinetes Negros, pero consiguen llegar a la aldea de Bree, donde se encuentran con un montaraz llamado Trancos. Este los conduce a través del desierto hasta el santuario élfico de Rivendel.

## Resumen

Participantes en el Consejo de Elrond, en el mapa del noroeste de la Tierra Media. Todos vienen a pedir consejo; Elrond les dice que los ha convocado. Todas las ubicaciones son esquemáticas.

El medio elfo Maestro de Rivendel, Elrond, dice a los representantes de todos los Pueblos Libres que, aunque aparentemente todos habían venido por sus propias razones, los había convocado para hablar en nombre de su pueblo sobre el Anillo y el peligro de Sauron. El enano Glóin cuenta que un mensajero de Sauron había pedido a su rey, Dáin II Pie de Hierro, noticias sobre Bilbo y su anillo, prometiendo tres anillos enanos a cambio. Dáin, sospechando, había enviado a Glóin y a su hijo Gimli a Rivendel para pedir consejo.
Boromir, hijo del Senescal de Gondor, narra un sueño que tanto él como su hermano Faramir habían tenido, en el que la oscuridad en el este había sido respondida por una voz desde el oeste, recitando 

Busca la Espada que fue rota;

En Imladris habita.

Allí se tomarán consejos

Más fuertes que los hechizos de Morgul.

Se mostrará una señal

de que la perdición está cerca.

Porque la perdición de Isildur despertará,

Y los Hobbits se mantendrán en pie.

En ese momento, Trancos muestra su espada rota, Narsil, y revela que es Aragorn, el heredero de Isildur. En la batalla que puso fin a la Segunda Edad, Isildur había utilizado la espada rota para cortar el Anillo Único de la mano de Sauron, pero se negó a destruirlo, reclamándolo para sí mismo. El Anillo se había perdido cuando a Isildur lo asesinaron; era su perdición, la cosa que causó su muerte.
Elrond convoca a Frodo para mostrarle a Boromir el Anillo; éste se asombra de que haya llegado a un destinatario tan improbable. Bilbo cuenta cómo llegó el Anillo a su poder, tras su encuentro con Gollum, descrito en El hobbit. Gandalf explica cómo el anillo había alargado la vida de Gollum, cómo había encontrado un pergamino escrito por Isildur que decía cómo identificar el anillo por sus «letras de fuego», y que él y Frodo las habían visto en la casa de este último.
Aragorn cuenta su larga búsqueda de Gollum, que finalmente lo capturó y lo entregó a los elfos de Thranduil en el Bosque Negro para que lo mantuvieran a salvo. En ese momento, Legolas, el hijo de Thranduil, cuenta la fuga de Gollum. Gandalf dice a la conmocionada reunión que Gollum aún puede tener un papel que desempeñar. Gandalf informa de otras malas noticias: que el jefe de los magos, Saruman, les ha traicionado y ahora está trabajando para convertirse en un poder por derecho propio. Saruman captura a Gandalf, por lo que no pudo reunirse con Frodo como había prometido. Escapó cuando Gwaihir el Águila lo rescató.
El Concilio debate qué hacer con el Anillo, pero se ve que todas las propuestas no funcionan. Elrond dice que el Anillo debe ser destruido, y que la única manera es llevarlo al fuego del Monte del Destino en Mordor, donde se forjó. Frodo se encarga de esta tarea. Samsagaz Gamyi, que había estado escuchando, aunque no había sido invitado, pregunta si Frodo tendría que ir solo. Elrond le dice a Sam que puede ir con su amo.

## Estructura
| Estructura del contexto |
| --- |
| - El Concilio y sus miembros - Narración de los enanos: Glóin sobre las falsas promesas del mensajero de Sauron, la respuesta de Dáin - Narración del elfo Elrond: la historia del Anillo - Narración de Gondor: Boromir y su sueño - Narración de Aragorn: la Espada Rota; heredero de Isildur - Frodo muestra el Anillo; la reacción de Boromir - Narración de Gandalf (parte uno) - Las narraciones de los hobbits: Bilbo y Frodo - Pruebas del Anillo Único - La caza de Gollum, su captura - Narración de los elfos: Legolas: La huida de Gollum - Narración de Gandalf (parte dos) - Radagast, Saruman un traidor, la trampa de Orthanc, escapar con Gwaihir - Sombragrís, viaje de Rohan a Bree y a Rivendel - Debate sobre las opciones - Tom Bombadil no sirve, el mar no sirve, los fuegos del Monte del Destino sí - El Anillo no puede usarse como arma - Oferta de Bilbo rechazada - Oferta de Frodo aceptada - El Hobbit Sam se entromete |

El estudioso de Tolkien Tom Shippey, en un pasaje citado ampliamente por Wayne Hammond y Christina Scull, califica el capítulo como «un tour de force en gran medida no apreciado, cuyo éxito puede medirse por el hecho de que pocos se detienen a reconocer su complejidad». Shippey escribe que ignora audazmente muchas reglas de la escritura, siendo largo, con 15 000 palabras, pero «en él no pasa nada: consiste enteramente en gente hablando». Además, hay muchos oradores: doce de ellos presentes en la reunión, y otros siete citados en el discurso más largo, el de Gandalf, que, según señala Shippey, ocupa la mitad del capítulo. Además, el relato de la compleja reunión del comité del capítulo «podría haberse desintegrado muy fácilmente, haber perdido el rumbo, o simplemente haberse vuelto demasiado aburrido de seguir». No lo hizo, en opinión de Shippey, porque Tolkien tenía un «conocimiento extremadamente firme de la historia [de la Tierra Media]», y porque tenía una «capacidad inusual para sugerir la variación cultural por las diferencias en el modo de hablar». Shippey menciona otra característica estructural distintiva del capítulo. Todo el volumen de dos libros está narrado como una sola hebra con Frodo como protagonista, excepto las narraciones en flashback dentro de «La sombra del pasado» y «El concilio de Elrond».
Kate Nepveu, escritora para Tor.com, califica el capítulo de enorme, pero uno de sus favoritos, señalando que «es paralelo y revisa «La sombra del pasado»», ambos capítulos mezclan el resumen y el diálogo citado. La estudiosa de Tolkien Verlyn Flieger añade que los dos capítulos se parecen en que «el pasado debe ser recapitulado por Gandalf o Elrond [en sus respectivas secciones de flashback] para explicar el presente».

## Temas

### Profundidad cultural
Shippey escribe que el Concilio de Elrond es la ocasión para que Tolkien introduzca la diversidad de culturas en su historia, una fantasía de «inusual profundidad cultural». Sirve, escribe Shippey, como punto de partida para cada personaje, y podría decirse que también para Tolkien, «ya que después de eso ya no estaba escribiendo su camino a través de los paisajes que había recorrido antes [en El hobbit]». Afirma que el punto equivalente en El hobbit era la casa de Beorn, que al igual que la casa de Elrond era donde el mundo antiguo y heroico chocaba de repente con el mundo práctico moderno y lo superaba, aunque el Concilio de Elrond es mucho más complicado que el capítulo de Beorn. Gran parte de esa complejidad se encuentra en el largo monólogo de Gandalf; en él, Tolkien incorpora muestras del habla de personas de varias razas, empezando por el padre de Sam, el viejo Gaffer Gamyi, que habla «muchas palabras y pocas al grano». Gaffer Gamyi, refunfuñando y sin estar preparado para los cambios que se avecinan, «funciona como una especie de línea de base de la normalidad—y, concomitantemente, del vacío». Gandalf introduce una cultura y una voz muy diferentes en Saruman, que «habla como un político», al utilizar palabras vacías como «cambio real» mientras habla de «muchas de las cosas que el mundo moderno ha aprendido a temer más: el abandono de los aliados, la subordinación de los medios a los fines, la «aceptación consciente de la culpa en el asesinato necesario»». Shippey comenta que cualquiera de los discursos del Concilio «soportaría un análisis similar», ya que la riqueza de los modos lingüísticos hace que el «contenido informativo» del capítulo sea «muy alto».

### El bien y el mal
Tolkien escribió en una carta no enviada a W. H. Auden que, mientras que un gobernante como Denethor era político, favorecia a su país (Gondor) «en contra del resto» y, en el proceso, avanzaba hacia la tiranía, el Consejo de Elrond no era político: Elrond y los elfos actuaron en contra de sus propios intereses «en pos de un deber «humano»». Sabían que estaban «destruyendo su propia política» al destruir el Anillo, «un resultado inevitable de la victoria».

### Establecer tensiones
Tanto Kocher como Shippey señalan que Aragorn y Boromir se enfrentan verbalmente en el Concilio, ya que Aragorn afirma con firmeza pero con tacto su posición, dando a entender que es el heredero del trono de Gondor. Esto establece la dinámica entre los personajes, y, en palabras de Shippey, «el lenguaje de Aragorn es engañosamente moderno, incluso despreocupado en ocasiones, pero con un mayor alcance que la magniloquencia ligeramente acartonada de Boromir». Shippey escribe que las palabras que utiliza Aragorn para dejar que Boromir tenga la última palabra son, a la vez, perfectamente modernas: «Un día lo pondremos [su capacidad para estar a la altura de su poderosa espada antigua] a prueba», y un eco de las palabras de Ælfwino, un héroe del poema inglés antiguo La batalla de Maldon. El efecto general de todos los diferentes modos de hablar es, en opinión de Shippey, transmitir la multiplicidad de formas de ser o ««estilos de vida» del soldado de la Tierra Media por sus ocasionales contrastes con la modernidad».

### Cristianismo oculto
El sacerdote episcopal y estudioso de Tolkien Fleming Rutledge escribe que el capítulo hace aflorar «la profunda narrativa» del cristianismo en El Señor de los Anillos de forma casi explícita, afirmando que está «repleto de significado teológico». Señala que el rechazo del rey enano Dáin a la oferta de lo que más deseaba, los anillos enanos, fue «una medida de su heroísmo», al resistir la tentación de una manera «casi increíblemente noble». Describe que «es difícil sobrestimar la importancia de la conversación» entre Aragorn, Legolas y Gandalf sobre la huida de Gollum de los elfos. En su opinión, revela la «profunda narrativa apocalíptica» de Tolkien sobre la invisible voluntad divina en la batalla entre el bien y el mal, en particular en la observación de Gandalf de que Gollum «puede desempeñar un papel que ni él ni Sauron han previsto». También le llama la atención la discusión entre Elrond y Gandalf sobre si aceptan personalmente el Anillo y la naturaleza del mal, destacando el comentario de Elrond de que «mientras esté en el mundo será un peligro incluso para los Sabios. Porque nada es malo al principio. Ni siquiera Sauron lo era».

## En el cine
Peter Jackson, en su trilogía cinematográfica de El Señor de los Anillos, optó por transformar la estructura del capítulo de Tolkien, al trasladar la forja del Anillo por parte de Sauron en la Segunda Edad, su derrocamiento por una alianza de Elfos y Hombres, y la toma del Anillo por parte de Isildur a un prólogo cinematográfico dramático, narrado con voz en off. Esto resuelve un problema importante para el cineasta en la narración, a saber, que Tolkien cuenta gran parte de la historia a través de «cabezas parlantes», reflexionando mucho después de los acontecimientos sobre lo que significaron, y violando el principio básico del cine de «mostrar, no contar». Así, la escena del consejo en la película de 2001 de Jackson, La Comunidad del Anillo, es mucho más corta y con mucho menos diálogo que el capítulo de Tolkien.
El estudioso de Tolkien Daniel Timmons, principalmente crítico con la interpretación de Jackson, escribe que éste altera el momento en que Frodo acepta la búsqueda para destruir el Anillo, «pero esta vez eleva a Frodo a la estatura que Tolkien ha retratado a lo largo de su libro». Timmons señala que Jackson prefiere el «momento frenético, el consejo discutiendo, frente al [enfoque] de Tolkien, el consejo en tranquila reflexión». Escribe que la escena logra mostrar «vívida y eficazmente» la «decisión trascendental de Frodo. Vemos la lucha interior de Frodo, sus dudas, sus miedos, equilibrados con su sensación de que es el adecuado para la tarea; reconoce que su naturaleza humilde y no agresiva lo convierten en la mejor persona disponible para llevar esta carga. Ojalá existieran muchos más momentos así en la película de Jackson».
La estudiosa del cine Judith Kollmann señala que el capítulo es el más largo de ese libro, y «un nexo importante» que explica el poder y la amenaza del Anillo Único, presenta a los últimos miembros de la Comunidad del Anillo y define la búsqueda planificada para destruirlo. Describe la versión de Tolkien como un trabajo sistemático a través de la agenda, «un consejo conducido con dignidad y en paz». Escribe que en la película de Jackson, «prácticamente todo está cambiado»: Frodo está curado pero su recuperación no se celebra; Frodo y Sam tienen «las maletas hechas y esperando», ansiosos por volver a la Comarca; Elrond y Gandalf son «casi... conspiradores»; el Concilio está «enmarcado, no por los hobbits, sino por Aragorn», que se reúne con Boromir antes del Concilio, y con Arwen después de él. Así, escribe, Jackson ha desplazado el énfasis de Frodo a Aragorn como héroe.